# Francisco Mendes
Francisco Mendes (Enxude, Guinea-Bissau, 7 de febrero de 1939 - 7 de julio de 1978) fue un político de Guinea-Bissau. Fue el primer Primer Ministro del país desde el 24 de septiembre de 1973 hasta su fatal accidente automovilístico en circunstancias sospechosas el 7 de julio de 1978.

## Biografía
A principios de la década de 1960, el PAIGC inició una lucha armada contra el imperialismo portugués que duraría más de una década. Mendes era uno de los pocos estudiantes de educación secundaria en toda Guinea-Bissau cuando abandonó la escuela para unirse al PAIGC. Subió de rango en la década de 1960, convirtiéndose en comisario político del área de Bafatá en 1962. De 1963 a 1964 desempeñó la misma función en el Frente Norte. Ingresó en el Buró Político en 1964 y se convirtió en miembro del Consejo de Guerra de PAIGC en 1965. En 1967 fue nombrado delegado del Consejo para el Frente del Norte.
Después de las negociaciones entre Portugal y PAIGC a principios de 1974, Portugal otorgó la independencia a Guinea-Bissau a pesar de que el PAIGC había declarado la independencia unilateral casi un año antes. El gobierno dirigido por el PAIGC fue encabezado por Luís Cabral, medio hermano del cofundador del PAIGC, Amílcar Cabral. Francisco Mendes fue elegido primer Primer ministro de Guinea-Bisáu y en este rol fue responsable de una serie de programas de desarrollo inspirados en el socialismo. La firma de Mendes apareció en los primeros cuatro billetes (10, 50, 100 y 500 pesos) emitidos en 1976 en Guinea-Bissau.
Aunque las causas detrás de su muerte el 7 de julio de 1978 aún están en disputa, en su mayoría se acepta que el PAIGC estuvo involucrado en ello. Una teoría ampliamente aceptada, aunque no verificable a partir de 2006, es que la disidencia entre los líderes de PAIGC puede haber llevado a su asesinato. No obstante, la versión oficial establece que Mendes falleció en un accidente automovilístico.
Como nacionalista africano y figura nacional en la lucha por la independencia, Francisco Mendes ha sido honrado tanto en Guinea-Bissau como en Cabo Verde. Además de su efigie en el billete de 500 pesos de Guinea-Bisáu, muchas escuelas y calles que llevan su nombre en el país, y el Aeropuerto Internacional Francisco Mendes en Praia, Cabo Verde, fue nombrado en su honor.